# Anosia centralis
Anosia centralis är en fjärilsart som beskrevs av James John Joicey och Talbot 1925. Anosia centralis ingår i släktet Anosia och familjen praktfjärilar. Inga underarter finns listade i Catalogue of Life.